# محاولة انقلاب 1962 في تونس
محاولة انقلاب 1962 هي محاولة انقلاب ضد نظام الرئيس التونسي السابق الحبيب بورقيبة .اشترك في القيام بها مجموعة من العسكريين والمدنيين من مختلف التوجهات السياسية من مقاومين سابقين وعسكريّين ومدنيين معارضين للنظام وفيهم محسوبون على التيّار اليوسفي والقومي. ويعتبر عبد العزيز العكرمي محركها الرئيسي ورأسها المدبر. ألقي القبض على المجموعة التي تضم قرابة ‌25 شخصا في 19 ديسمبر 1962 وبدأت محاكماتهم في 12 جانفي 1963 وتمّ التّصريح بالحكم يوم 17 جانفي 1963 بعد أكثر من عشرين ساعة من المداولات. ولم يسمح النظام للمتّهمين باختيار محامين بل عيّن لهم 5 محامين معروفين بقربهم من النّظام. وبعد 5 أيّام من المحاكمات أصدرت المحكمة العسكرية بتونس في حقهم أحكاما تراوحت بين الإعدام والأشغال الشاقة والسجن. فقد حكمت المحكمة بإعدام 13 شخصا منهم وهم "عمر البنبلي" و"كبير المحرزي" و"صالح الحشاني "وعبد الصادق بن سعيد" و"المنصف الماطري" و"حمادي قيزة" و"الحبيب بركية"وكلهم من العسكريين و"الحبيب حنيني" و"الهادي القفصي" و"الأزهر الشرايطي" و"عبد العزيز العكرمي" و"أحمد الرحموني" و"المسطاري بن سعيد" (في حالة فرار) وكلّهم من المدنيين، وبالأشغال الشاقة المؤبدة على "محمد الصالح البراطلي" و"الساسي بويحيى"، وبعشرين عاما أشغالا شاقة على "العربي العكرمي" و"علي كشك" و"عبد القادر بن يشرط" و"أحمد التيجاني" و"تميم بن كامل التونسي "وعشر سنوات أشغالا شاقة على "علي القفصي" و"عز الدين الشريف"، وخمسة أعوام أشغالا شاقة على "علي الكفلي الشواشي"، وعامين سجنا على "محمد العربي المثناني" و"حسن مرزوق"، وبعام سجنا على العربي الصامت. وبعد 7 أيّام من التّصريح بالحكم تمّ تنفيذ أحكام الإعدام رميا بالرصاص في 10 من المحكوم عليهم بتاريخ 24 جانفي 1963، مع استثناء "المنصف الماطري" و"محمد قيزة" اللذين أبدل الحكم في شأنهما إلى الأشغال الشاقة المؤبدة.

## أسبابها
- تهميش المقاومين
- مقاومة النزعة التحديثية للدولة التي يقودها الحبيب بورقيبة (نظام تربوي، إلخ)

## نتائجها

الصفحة الأولى لجريدة الصباح خلال انقلاب الأزهر الشرايطي

- حظر الحزب الشيوعي التونسي
- حظر الحزب الحر الدستوري.